# Steingut
Steingut, im 18. Jahrhundert in England erfunden, bezeichnet eine Gruppe keramischer Erzeugnisse mit porösen Scherben, die in die Untergruppen Kalk- oder Weichsteingut, Feldspat- oder Hartsteingut und Mischsteingut weiter unterteilt werden kann.
Steingut besteht in der Regel aus Ton, Quarz, Feldspat und ggf. anderen Mineralien wie zum Beispiel Calcit. Die Produkte werden üblicherweise im Gießverfahren ausgeformt. Die Brenntemperatur ist mit 970 bis 1320 °C niedriger als bei Sinterzeug. Die Farbe des Scherbens variiert zwischen Weiß und hellem Rotbraun. Aufgrund der geringen Brenntemperatur kann der Scherben nicht vollständig versintern und wird somit im Gegensatz zu Steinzeug nicht wasserdicht. Deswegen wird Steingut meist mit einer allseitig aufgetragenen Glasur versehen. Sie ist durchsichtig, oft bleihaltig, und wird in einem zweiten Brand bei etwa 100 °C niedrigeren Temperaturen aufgeschmolzen. Die Bemalung oder der häufigere Umdruckdekor werden vor dem Glasurbrand auf den trockenen Scherben aufgetragen. Es gibt jedoch auch Aufglasur-Dekorationstechniken.
| Keramik | Klasse: Irdengut | Unterklasse: Steingut | - Kalk- oder Weichsteingut - Feldspat- oder Hartsteingut - Mischsteingut |

## Eigenschaften und Nutzung
Steingut erfreut sich bis heute nicht nur wegen der kostengünstigen Herstellung, sondern auch seiner dem Porzellan ähnlichen Gebrauchseigenschaften großer Nachfrage und Beliebtheit. Steingut ist allerdings stoßempfindlicher als Porzellan und nicht so reinweiß im Scherben. Noch deutlicher unterscheidet es sich vom Steinzeug, mit dem es wegen des Wortlauts sehr häufig sprachlich verwechselt wird. Doch sind die materiellen Unterschiede deutlich: Steinzeug gehört zur Klasse Sinterzeug, es ist wasserundurchlässig, hat einen dunkleren, härteren (hell klingenden) Scherben und ist selten so glatt und dünn glasiert wie Steingut. Nur bei Erzeugnissen aus jüngerer Zeit gibt es durch ähnliche Dekore und gleiche Glasurtechniken Abgrenzungsprobleme zum Feinsteinzeug. Historische Steingutgeschirre sind oft unansehnlich, weil sich im Craquelé der Glasur durch Fett und Flüssigkeit verursachte Verfärbungen ausbreiten.
Hauptanwendungsgebiet des Steinguts ist seit Beginn das Tafelgeschirr. Im 19. Jahrhundert kamen Haushaltswaren hinzu: die unverzichtbaren Waschgeschirre und alle Arten von Vorratsdosen, Brotkästen etc.
Spezialisierte Hersteller fertigen seit dem ausgehenden 19. Jahrhundert auch Wandfliesen und Dekorationselemente aus diesem Material.

## Kulturgeschichte des Steinguts

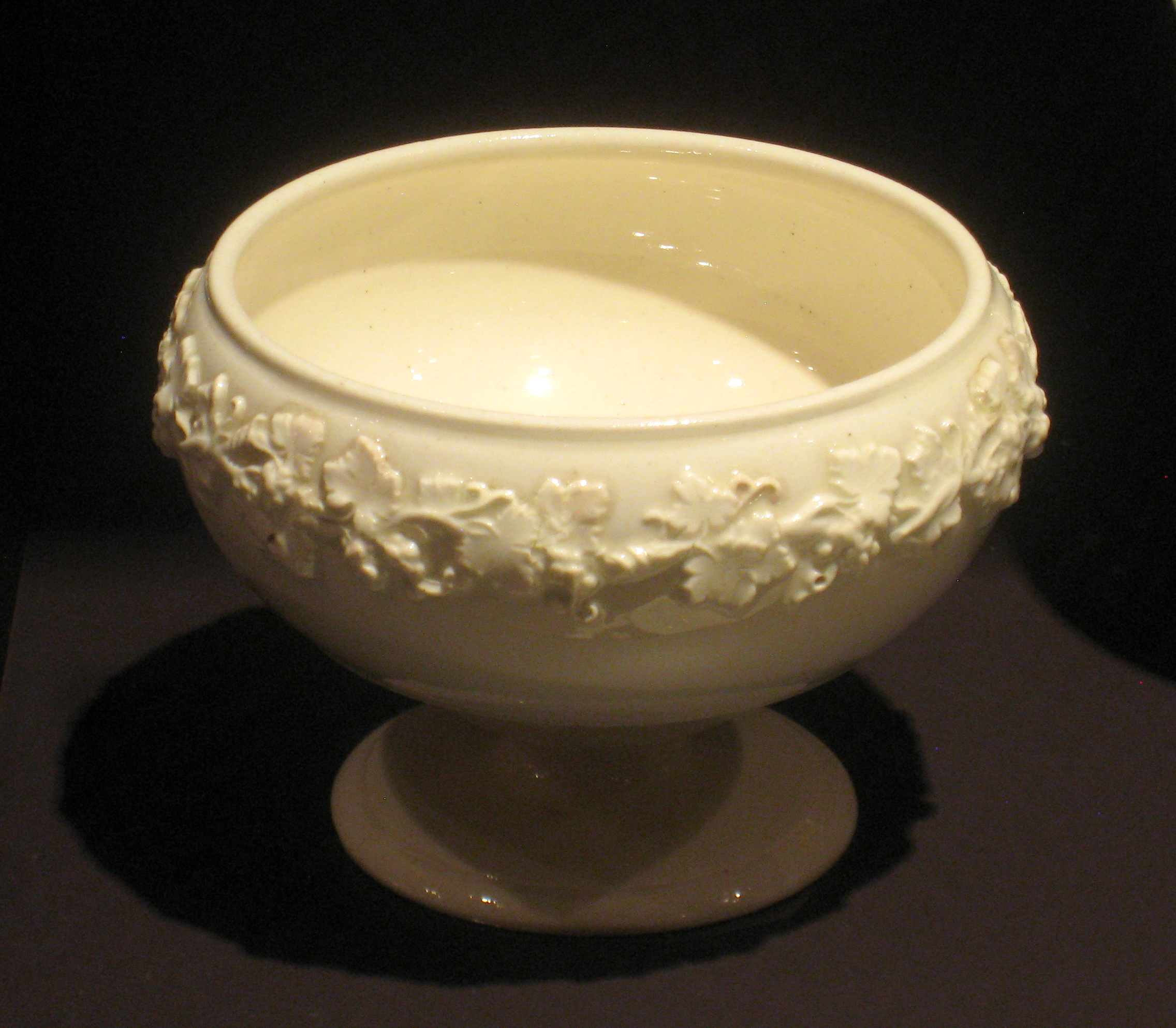
Salznapf, Creamware, Wedgwood, 19. Jahrhundert. (DAR-Museum, Washington, DC.)

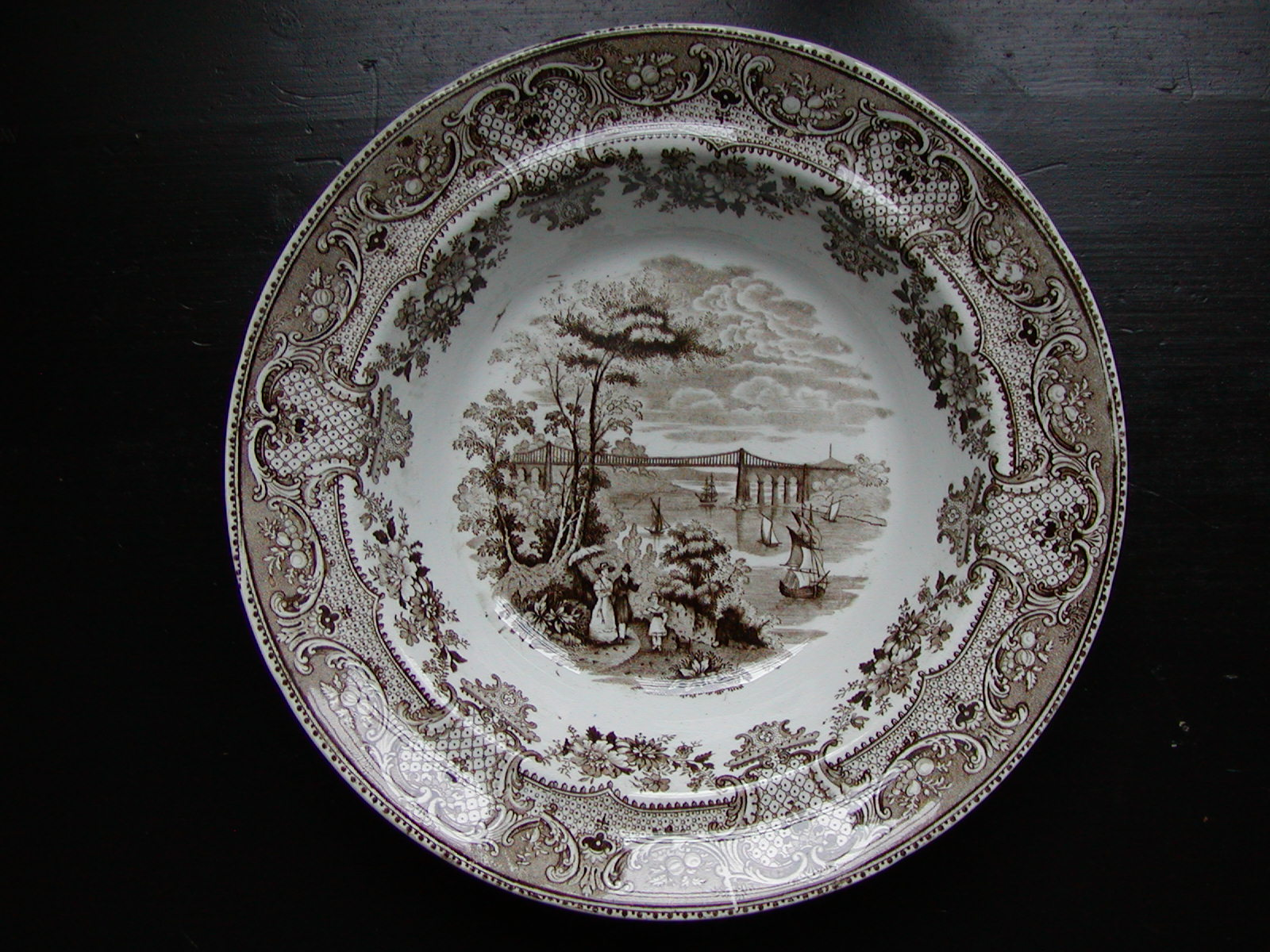
Steingut-Teller aus Staffordshire mit Umdruckdekor, spätes 19. Jahrhundert

### Das englische Vorbild
In den Töpfereien von Staffordshire wurde um 1720 eine steingutähnliche Masse entwickelt, die auf der Grundlage von weißem Ton und einem Zusatz von Quarzmehl die Herstellung eines sehr hellen, harten und leichten, weil dünn ausformbaren Scherbens ermöglichte. Überregionale und bald auch über England hinaus wirksame Bedeutung erhielt die neue Technik, als Josiah Wedgwood dieses, dem Porzellan angenäherte Material durch Zusatz von Kaolin weiterentwickelte. Sein 1757 gegründetes Unternehmen nahm bald industrielle Züge an. Zugleich schuf er einen neuen Steingutstil, indem er dem Geschmackswandel seiner Zeitgenossen zum Klassizismus folgte und sich von antiken Vorbildern inspirieren ließ.
Um 1765 stellte er erstmals creamware her, ein rahmfarbenes Steingut. Sein dünner Glasurauftrag ließ die Feinheit des Reliefs deutlicher hervortreten. Die Lieferung eines Speiseservices an Königin Charlotte prägte dafür auch den Begriff Queens-ware.
Nicht ganz zutreffend werden dem Steingut häufig auch die mit Wedgwood in erster Linie in Verbindung gebrachten, als Basaltware und Jasperware bezeichneten, biskuitartigen, unglasierten und durchgefärbten keramischen Erzeugnisse zugeschlagen, die mit „Steinzeug“ bzw. „Weichporzellan“ korrekter klassifiziert wären.
Steingut mit seinen neuen Formen und Techniken wurde in England und auf dem Kontinent bald nachgeahmt. Die Ermittlung der Herkunft einzelner Stücke, die oft anhand der Trocken- oder Blindstempel bestimmt wird, ist bei englischer Exportware häufig erschwert, da sie, um den Handel am Zoll vorbei zu erleichtern, vielfach nicht markiert wurde. Dies wurde vor allem während der Kontinentalsperre praktiziert.

### Steingut in Deutschland
1775 stellte sich die Fayence-Manufaktur in Rendsburg auf Steingut um, etwa 25 andere deutsche folgten bis 1800. Die Kontinentalsperre begünstigte den Aufbau einer Steingutindustrie auf dem Kontinent. Teilweise wurde die Ware traditionell in Fayencemanier bemalt, doch englische creamware wurde am meisten nachgeahmt. Die Verzierung mit Umdruckdekoren (England seit 1755, Frankreich seit etwa 1808, in Deutschland 1815 erstmals belegt) nahm im 19. Jahrhundert deutlich zu, wobei das schon in England entwickelte und auch in anderen Ländern verwandte Grundmuster einer Kombination von bildhaften Darstellungen mit dekorativ ausgearbeiteten Borten auffällig konstant bleibt. Für alltäglichere Geschirre wurde auch auf Schablonierung, Stempelung oder Spritztechnik zurückgegriffen. In großem Umfang und auf hohem künstlerischen Niveau wurden seit der Mitte des 19. Jahrhunderts (z. B. von Villeroy & Boch) Wandplatten aus Steingut hergestellt. Einer der führenden Anbieter von anspruchsvoll gestaltetem Gebrauchsgerät aus Steingut in den ersten Jahrzehnten des 20. Jahrhunderts war die Waechtersbacher Keramik.

### Deutsche und Österreichische Steingutmanufakturen und -fabriken

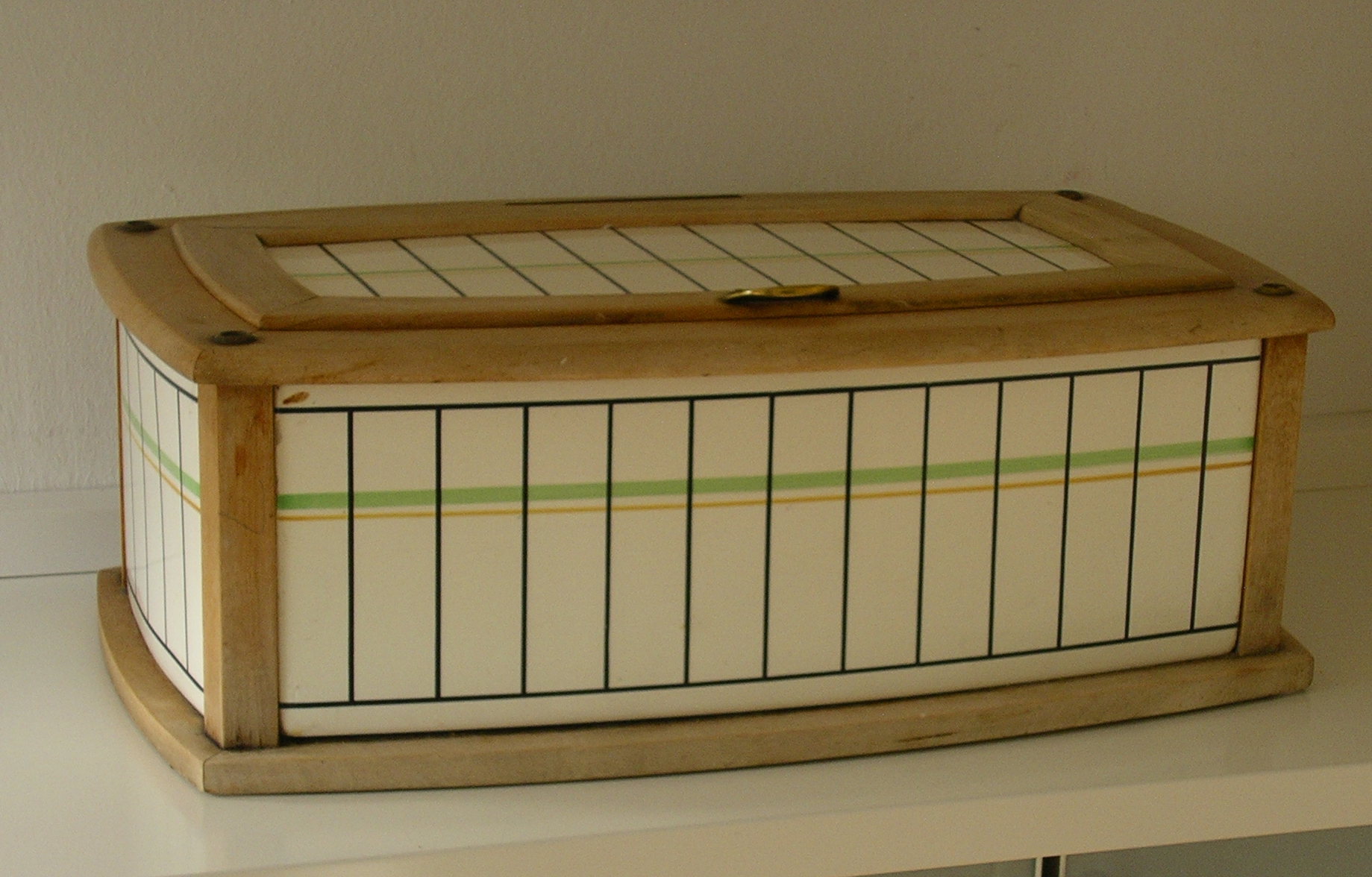
Brotkasten, Steingut der Waechtersbacher Keramik, um 1910

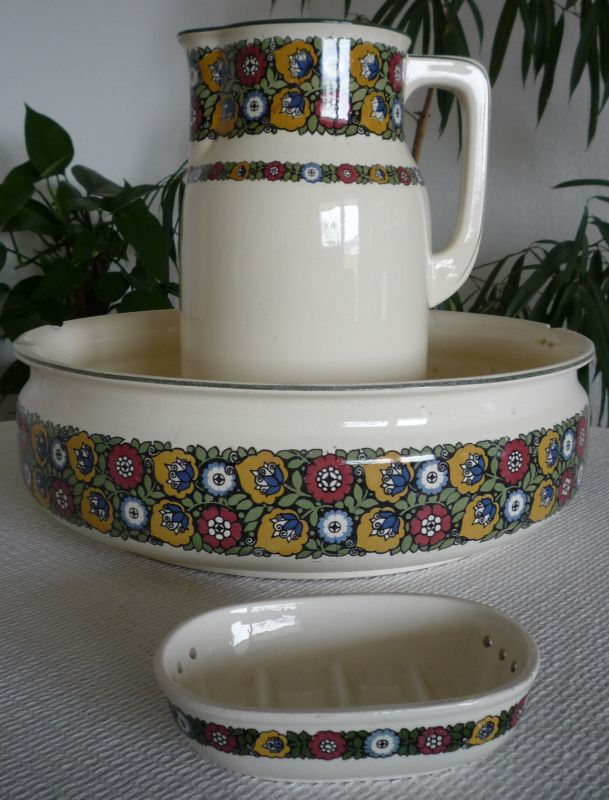
Waschgarnitur, Steingut, Villeroy & Boch, um 1910

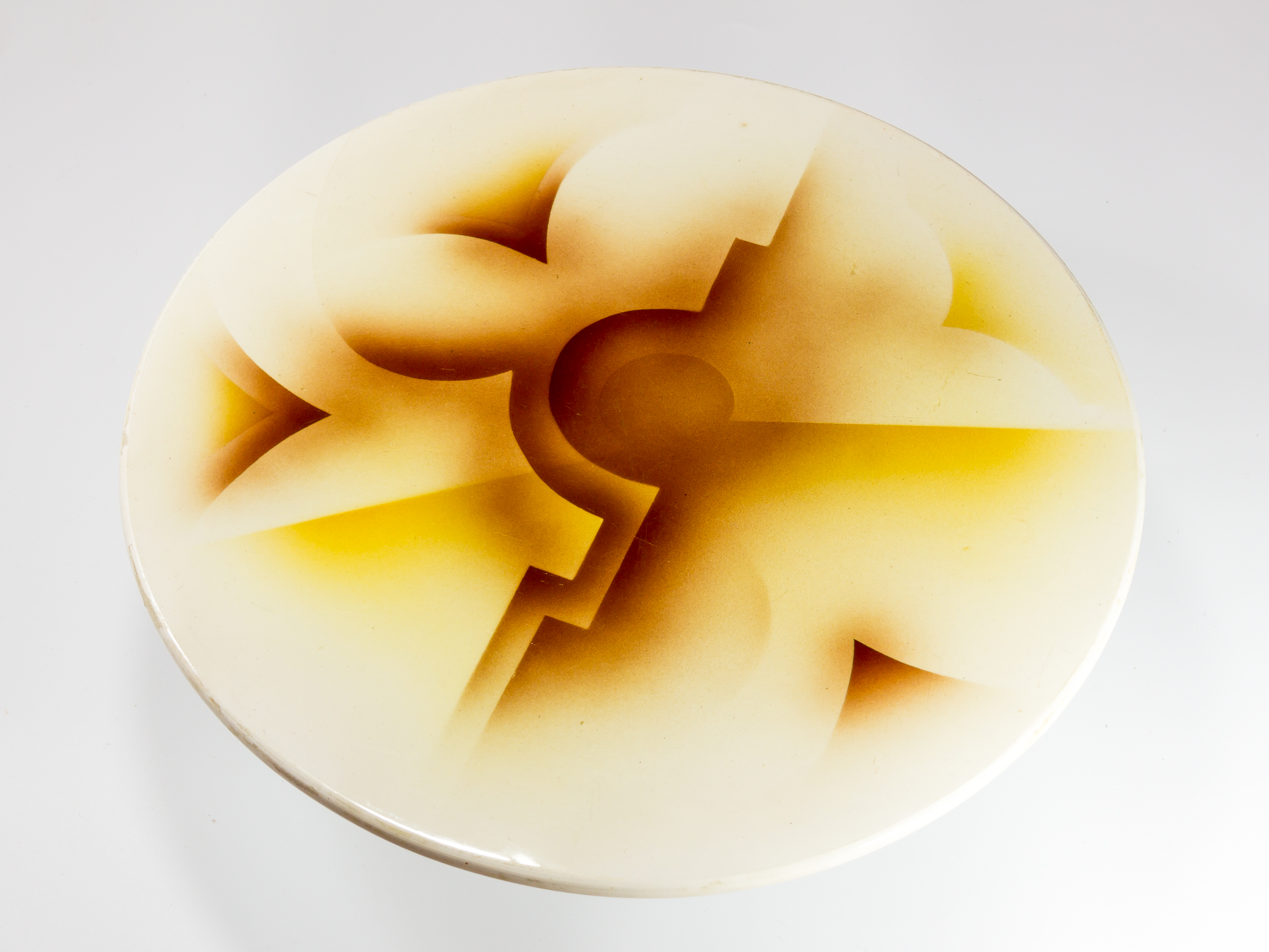
Kuchenplatte mit Spritzdekor, Steingutfabrik Paetsch

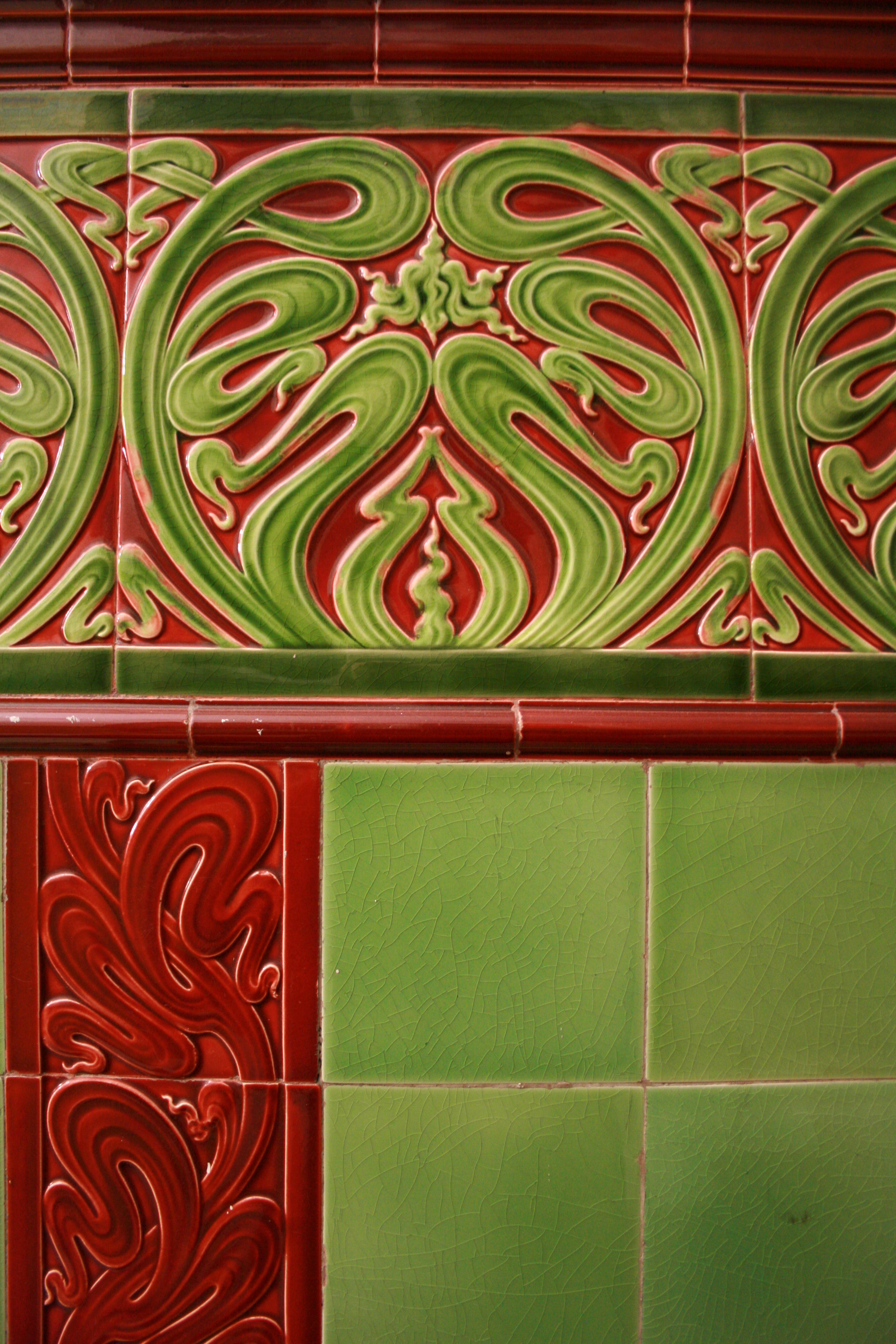
Jugendstilfliesen im Treppenhaus der Villa Schutzenberger, Straßburg, Steingut, um 1900

Die folgende Auswahl listet bevorzugt die frühen deutschen Manufakturen auf, die Verweise (Links) auf einschlägig weiterführende Artikel erlauben. Die nachgestellten Jahreszahlen verweisen auf das Jahr der Gründung oder die Umstellung von Fayence- auf Steingutproduktion.
- Althaldensleben, Porzellanfabrik Nathusius, 1813, siehe auch Nathusius Gewerbeanstalten Althaldensleben
- Annaburg (1874–1883)
- Aschaffenburg, Steingutfabrik zu Damm, ab 1827
- Berlin, Steingutfabrik Eckardstein, 1797–1869
- Bonn, Poppelsdorfer Porzellan- und Steingutfabrik Ludwig Wessel, bis 1969 im Ort
- Frankfurt/Oder, Steingutfabrik Paetsch
- Biehla (Elsterwerda), ab 1900
- Bremen-Grohn, Norddeutsche Steingut, 1869
- Bremen-Farge, Steingutfabrik Witteburg, 1853 bis 1958
- C.H. Carstens, Elmshorn, 1870 bis 1925
- Gersweiler (1846–1901)
- Steingutfabrik Grünstadt (1801–1980)[2]
- Hubertusburg (Sachsen), 1770
- Ludwigsburg, um 1780
- Meißen, Teichert-Werke, seit 1891 Wandplatten
- Mettlach, Vaudrevange: Villeroy & Boch (Zusammenlegung 1836)
- Neulautern, 1850
- Ottweiler (Saarland), 1776–1800
- Ratingen, Keramag (Sanitärkeramik), 1903
- Reichenbach (Landkreis Cham), 1841–1863
- Rheinsberg (Brandenburg), 1762
- Sandersdorf (Altmannstein), 1831
- Schramberger Majolika-Fabrik, 1820
- Tonindustrie Scheibbs, 1923
- Torgau, Steingutwerk Torgau (Villeroy & Boch)
- Varel, Friesland Porzellanfabrik (früher Melitta), 1953
- Velten, Steingutfabrik Velten-Vordamm (siehe Geschichte der Tonwarenindustrie in Velten), 1914–1931
- Waechtersbacher Keramik, 1832
- Wien, (Joseph Hardtmuth), „Wiener Steingut“, 1789
- Wilhelmsburg, ÖSPAG, 1865
- Wrisbergholzen, Ende 18. Jahrhundert

## Sammlungen
- Musée national de Céramique – Sèvres (französisches Steingut)
- Erstes Deutsches Fliesenmuseum Boizenburg (zeigt Steingutfliesen von 1880–1930)
- Schloss Johannisburg, Aschaffenburg (Dammer Steingut)
- Keramik-Museum Lindenhof (Wächtersbacher Steingut)